# Moisdon-la-Rivière
Moisdon-la-Rivière [mwadɔ̃ la ʁivjɛʁ] (bretonisch: Maezon-ar-Stêr; Gallo: Maèdon) ist ein Dorf und eine Gemeinde mit 1.964 Einwohnern (Stand: 1. Januar 2022) im französischen Département Loire-Atlantique in der Region Pays de la Loire. Die Gemeinde gehört zum Arrondissement Châteaubriant-Ancenis und zum Kanton Châteaubriant, die Einwohner werden Moisdonnais genannt.

## Geografie
Moisdon-la-Rivière liegt etwa 58 Kilometer südsüdöstlich von Rennes und etwa 46 Kilometer nordnordöstlich von Nantes. Der Fluss Don und sein Zufluss Gravotel durchqueren die Gemeinde. Umgeben wird Moisdon-la-Rivière von den Nachbargemeinden Erbray im Norden und Nordosten, Petit-Auverné im Osten, Grand-Auverné im Südosten, La Meilleraye-de-Bretagne im Süden, Issé im Westen sowie Louisfert im Nordwesten.

## Geschichte

### Internierungslager Moisdon-la-Rivière
In Moisdon-la-Rivière befand sich seit 1939 ein Internierungslager, das in vielen Quellen nur als Nomaden-Lager  Erwähnung findet. Tatsächlich beginnt die Geschichte dieses Lagers, das unter dem Namen La Forge bekannt ist, aber mit spanischen Bürgerkriegsflüchtlingen, die hier 1939 interniert wurden.
Im Mai 1939 wurden auf dem Gelände der Schmiede ein Lager für republikanische Flüchtlinge aus Spanien eingerichtet, die vor dem Franco-Regime geflohen waren. Hier waren Im Oktober 1939 688 Personen untergebracht – 26 Männer, 306 Frauen und 356 Kinder.:S. 231 Als Frankreich in den Krieg eintrat, verließen die spanischen Flüchtlinge nach und nach das Lager. Einige wurden in andere Lager überführt, andere wurden nach Spanien repatriiert oder konnten sich in die französische Gesellschaft integrieren.
Seit dem 6. April 1940 verbot ein Dekret die Freizügigkeit der sogenannten Nomaden in Frankreich für die Dauer des Krieges:S. 23, und von November 1940 an wurden dann in La Forge Sinti und Roma interniert. Nach Peschanski geschah dies auf Drängen der deutschen Besatzungsbehörden, die verlangt hätten, alle Nomaden der besetzten Zone zu internieren. Zur Situation im Lager heißt es bei Peschanski:

„Die Nomaden wurden entweder in ihren Zigeunerwagen oder in festen Gebäuden untergebracht, die jedoch sehr hohe Decken hatten, was das Heizen praktisch unmöglich machte. Als Speisesaal diente ein Schuppen, der dem Wind und der Kälte ausgesetzt war. Die Situation war so schlimm, dass die Nomaden nach einigen Monaten im kältesten Winter in das Lager Châteaubriant (Choisel) verlegt wurden.“

Die Gedenktafel (siehe unten) spricht von 567 Männern, Frauen und Kindern nomadischer Herkunft, die unter erbärmlichen sanitären Bedingungen in La Forge interniert waren. Mehrere Kinder seien Opfer der hier herrschenden schlechten Lebensbedingungen geworden. Während in der damaligen Presse verächtlich geschrieben wurde, die im Lager sesshaft gewordenen Romas würden dort das soziale Leben kennenlernen, war die Situation für die Internierten nahezu unerträglich. La Forge sei, wie ein Sozialarbeiter über die Situation im Jahre 1941 berichtete, ein sehr feuchter und von Stacheldraht umgebener Ort gewesen. „Während einige Familien, die zu den besser gestellten gehören, in einem Raum mit einigen Strohmatten versammelt sind, auf denen sie sich abends ausstrecken können, werden alle anderen wie Tiere in zwei große, schmutzige Holzbaracken gepfercht, in die niemals Sonne oder Luft eindringen.“
Im Mai 1942 wurde das Lager La Forge geschlossen. 267 noch internierte Personen, darunter 150 Kinder, wurden zunächst in das Internierungslager Mulsanne gebracht, und von dort aus dann in das Internierungslager für Nichtsesshafte in Montreuil-Bellay. Viele von ihnen konnten dieses Lager erst 1946 verlassen – zwei Jahre nach der Befreiung Frankreichs.

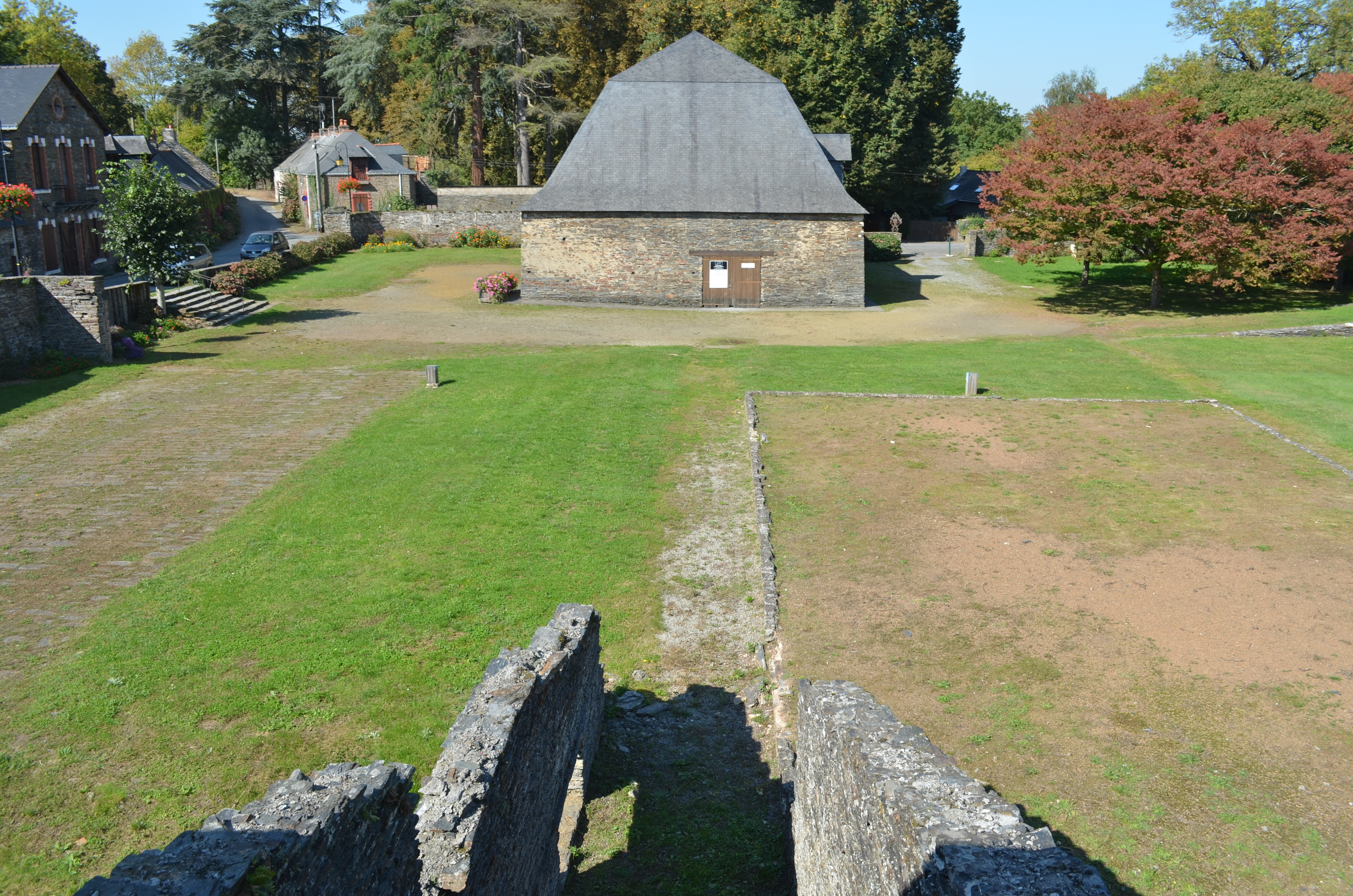
Die alte Schmiede (la Forge), in der spanische Republikaner und dann Sinti und Roma interniert waren
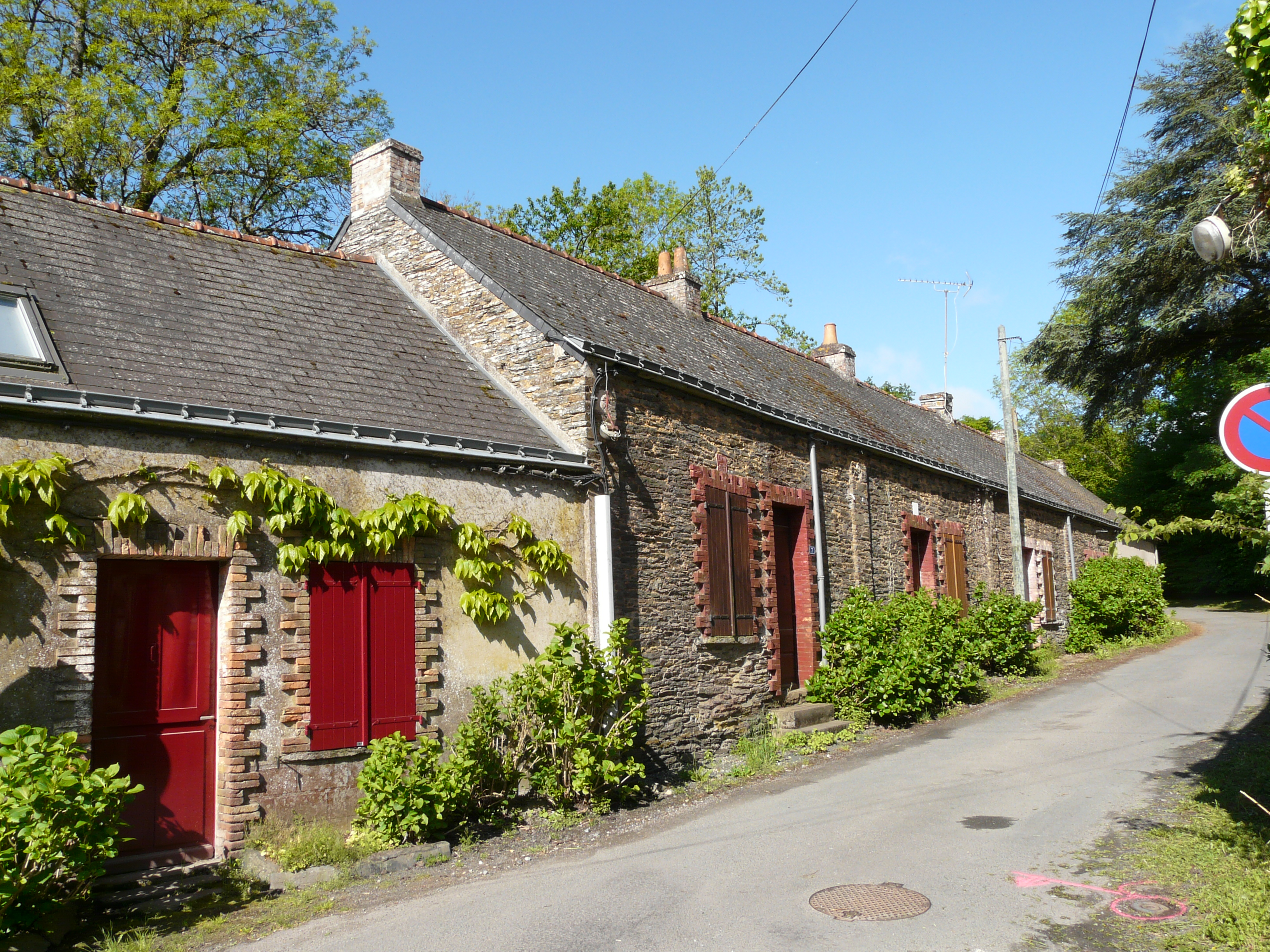
Weitere Häuser auf dem Gelände der Schmiede
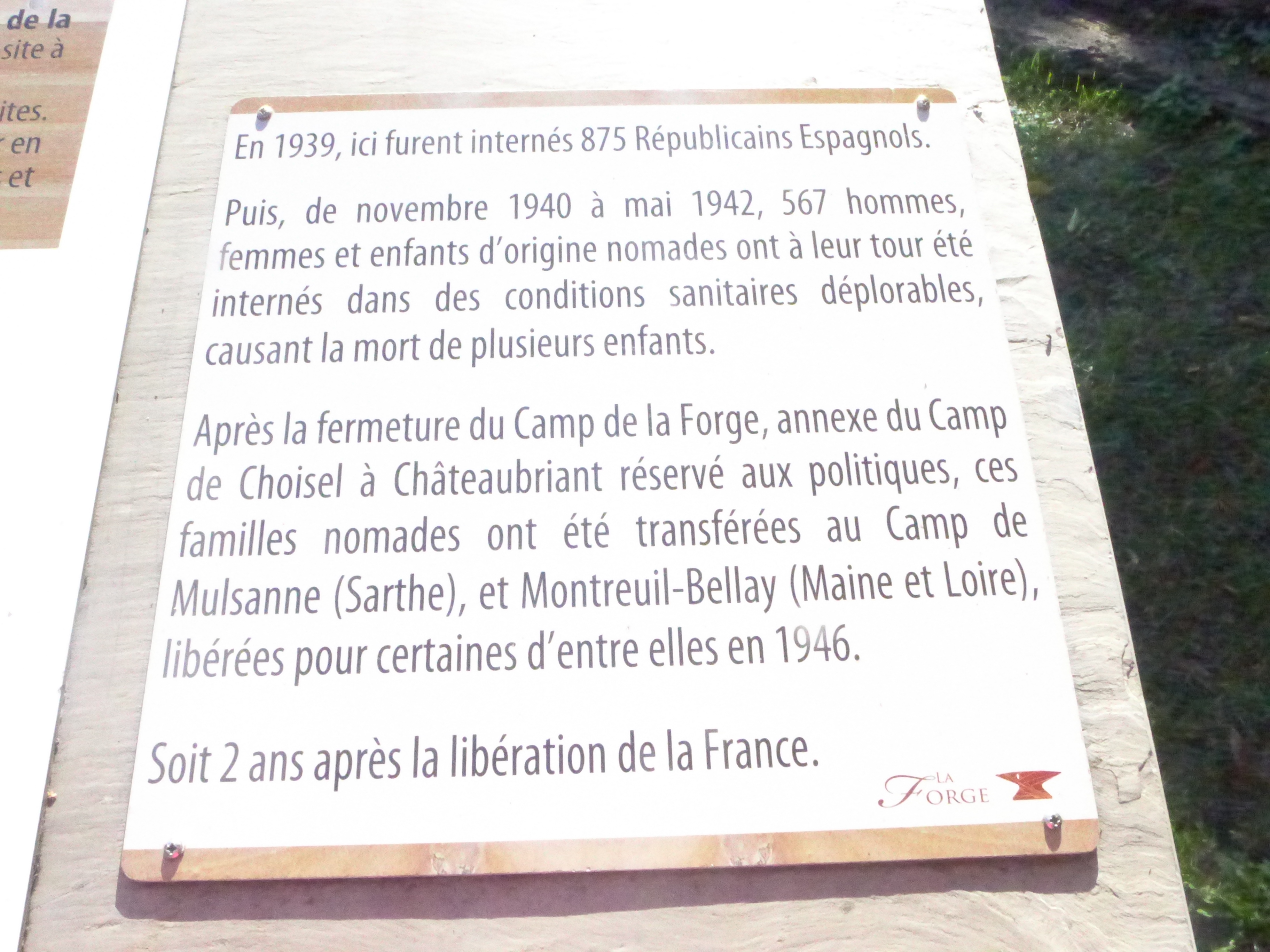
Gedenktafel zur Erinnerung an die Internierung spanischer Republikaner und Sinti und Roma
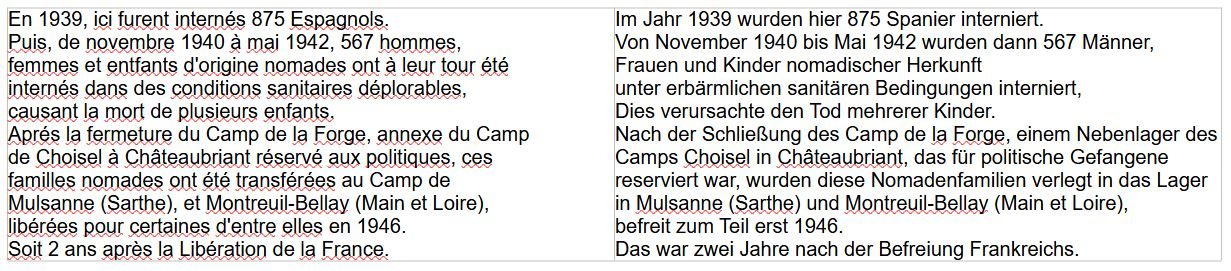
Text der Gedenktafel auf Französisch und Deutsch

Die Geschichte des Lagers La Forge blieb nach dem Ende des Zweiten Weltkriegs lange verborgen. Erst 2004 fand erstmals eine Gedenkfeier auf dem Gelände des ehemaligen Lagers statt – veranstaltet von einer Sinti- und Roma-Organisation. 2010 wurde von der Gemeinde die obige Gedenktafel angebracht, und es existiert nun auch ein Museum über das Lager. Am 27. April 2019 wurde ein neues Denkmal enthüllt. Es handelt sich um eine senkrecht stehende Schiefertafel von einem Meter Breite und 2 Metern Höhe, in die ein Camargue-Pferd und ein moderner Wohnwagen eingraviert sind sowie ein Zitat von Federico Garcia Lorca: „Erinnern heißt, gegen das Vergessen zu kämpfen“. Nach Christophe Sauvé, einem Sinti, der zugleich als Seelsorger für diese Gemeinschaft zuständig ist, ist das Camargue-Pferd mit seiner wehender Mähne „ein Symbol für Freiheit. Es erinnert auch daran, dass es die Zigeunerwagen zog. Die Zigeunerwagen wurden von den französischen Behörden beschlagnahmt“. Der ebenfalls abgebildete moderne Wohnwagen soll an aktuelle Kämpfe erinnern, in denen es auch darum gehe, dass „Wohnwagen soll als Wohnraum anerkannt werden“.

## Bevölkerungsentwicklung
| Jahr                       | 1962 | 1968 | 1975 | 1982 | 1990 | 1999 | 2006 | 2014 | 2022 |
| Einwohner                  | 1947 | 1810 | 1842 | 1807 | 1810 | 1734 | 1785 | 1943 | 1964 |
| Quellen: Cassini und INSEE |      |      |      |      |      |      |      |      |      |

## Sehenswürdigkeiten

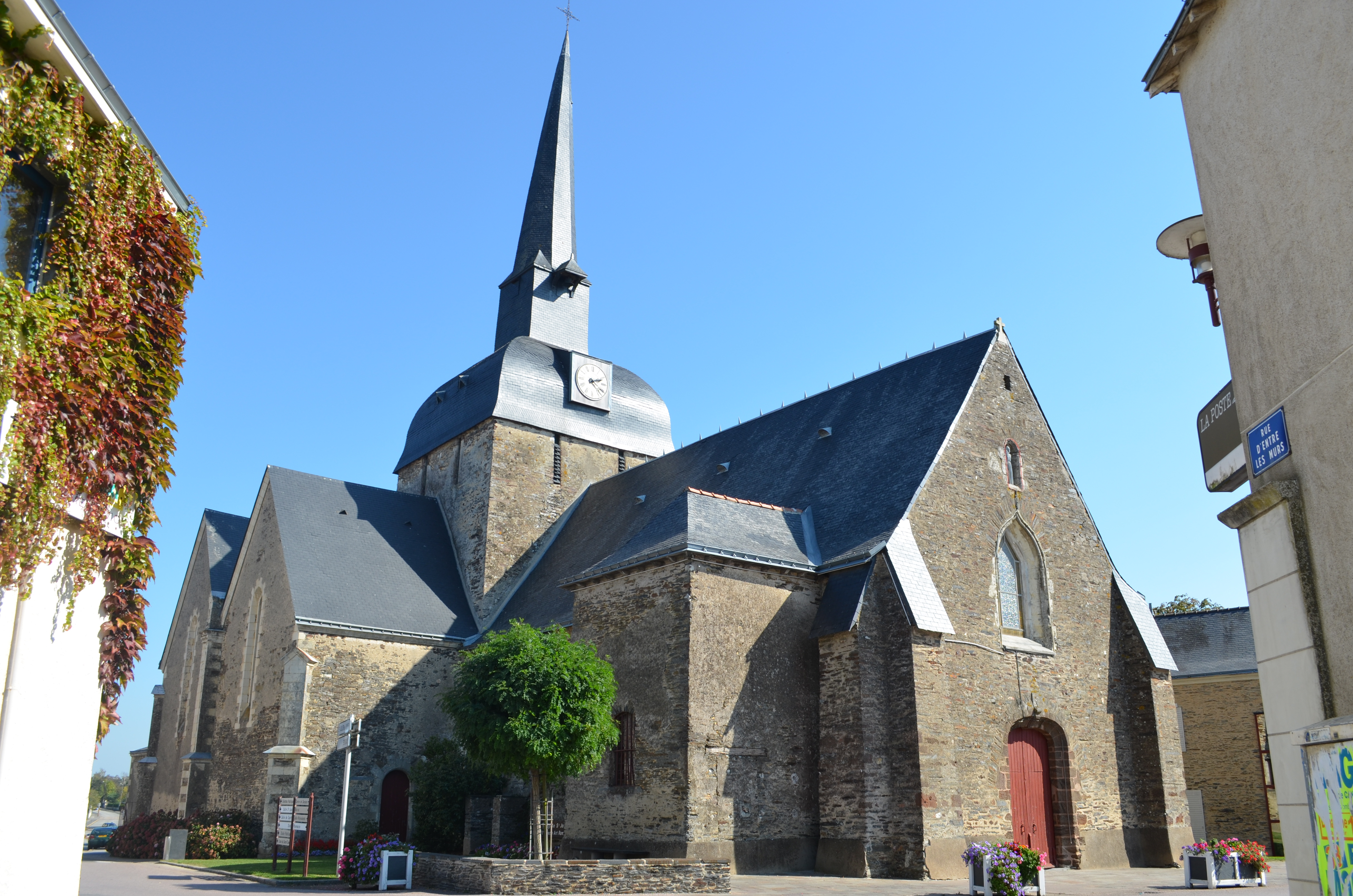
Kirche Saint-Jouin

- Kirche Saint-Jouin, ursprünglich im 11. und 12. Jahrhundert begründet, umgebaut im 19. Jahrhundert, Monument historique seit 1978
- Neue Schmieden, mehrere Schmiedehäuser aus dem 17. Jahrhundert, Monument historique

## Persönlichkeiten
- Pierre Fertil (1923–2015), Maler und Mediziner, NS-Opfer